# Martha Ngano
Martha Ngano là một Rhodesian nhà hoạt động độc lập gốc Nam Phi, hoạt động giữa những năm 1890 và những năm 1920.

## Lý lịch
Ngano là một Fingo, và được biết đến với khả năng là một diễn giả và nhà tổ chức. Được giáo dục tốt, bà đến Rhodesia từ Nam Phi vào năm 1897 và sớm trở nên tích cực trong các vấn đề địa phương. Bà đã làm việc để mở rộng quyền bầu cử cho người châu Phi, chỉ trích việc thiếu giáo dục bằng tiếng Anh tại thời điểm mà việc biết đọc biết viết bằng ngôn ngữ là điều kiện tiên quyết để có thể bỏ phiếu. Bà trở nên tích cực trong Hiệp hội những người bỏ phiếu ở đảo Scandinavi, mở rộng phạm vi đến các vùng nông thôn và giải quyết nhiều mối quan tâm ở nông thôn, ngoài những vấn đề do người dân thành thị nắm giữ. Hơn nữa, bà thành lập một quỹ phòng vệ hợp pháp cho nông dân và thách thức sự lãnh đạo của những tù trưởng say xỉn và mù chữ mà bà cảm thấy không quan tâm đến phúc lợi của các đối tượng của họ. Cuối cùng, bà trở thành tổng thư ký của RBVA.